# 長身頦胎䲁
長身頦胎䲁（學名：Cancelloxus longior），為輻鰭魚綱䲁形目胎䲁科頦胎䲁屬的一個種，分布於東南大西洋南非橘河至阿爾哥亞灣海域，深度0至10公尺，本魚身體非常纖細，頭短而凹陷，尖銳，下顎突出，眼上方無卷鬚，背鰭低而均勻，身體白色，帶有淡乳白色至淺棕色的斑點，在背部形成不規則的鞍狀紋，鞍狀紋下方有一條珍珠色的水平線，眼睛的瞳孔是黑色，虹膜是黃色到橙色，背鰭硬棘38-43枚、背鰭軟條11-15枚、臀鰭硬棘2枚、臀鰭軟條51-57枚，體長可達12公分，棲息在沙底質潮間帶，通常將身體埋入沙中，雌魚產附著性卵，雄魚會守護卵，幼魚為浮游性，生活習性不明。